# Muchterstraat (Nijmegen)
De Muchtersraat is een straat in de wijk Benedenstad in de Nederlandse stad Nijmegen.

## Traject
De Muchterstraat begint als een zijstraat van de Grotestraat en loopt dan een stuk in oostelijke richting. De Muchterstraat gaat bij een kruispunt over in de Ridderstraat.

## Geschiedenis
De straat wordt vanaf begin 15e eeuw vermeld, dan als Moesterstraet/Moecksterstraet/Mucxsterstraet, later als Muixterstraet en  Mughterstraet. De herkomst van de straatnaam is onzeker; mogelijk zit hierin moexter besloten,  een vooral regionaal woord voor "schraagtafel". Er zou dan een verband kunnen zijn met de vismarkten die aan de nabijgelegen Grotestraat werden gehouden.
De Muchterstraat is ook wel Munterstraat genoemd. In de periode 1900-1924 was dit zelfs de officiële naam. Deze naamswijziging is weer teruggedraaid aangezien deze vermoedelijk op een misverstand berustte.

## Markante gebouwen
Aan de Muchterstraat 19 stond vanaf de 19e eeuw een gebouw van de loge Sint Lodewijk. Dit was ontworpen door Pieter van der Kemp.
Het huis aan Muchterstraat 55 is tegenwoordig een gemeentelijk monument.